# Cupa Campionilor Europeni 1987-1988
Cupa Campionilor Europeni 1985-86 este a trezeci și treia ediție a celei mai importante competiții intercluburi organizate de UEFA. Câștigătoare fiind PSV Eindhoven.